# MELISA
A MELISA (Memory Lymphocyte Immunostimulation Assay) egy olyan vérvizsgálat, amely kimutatja a fémekkel, vegyi anyagokkal, környezeti toxinokkal és penészgombákkal szembeni IV. típusú túlérzékenységet. A IV. típusú túlérzékenységi reakciók, különösen a nikkelre, jól ismertek, és a lakosság 20%-át érinthetik.

## Mechanizmus
A MELISA-teszt az IV. típusú késleltetett túlérzékenységi reakciót méri. Az IV. típusú reakciókat olyan T-limfociták (vagy memória limfociták) közvetítik, amelyek korábban már kapcsolatba kerültek egy adott allergénnel. Ez ellentétben áll az I. típusú allergiával, amelyet IgE antitestek közvetítenek, és amelyet gyakran ELISA-teszttel vizsgálnak. Genetikailag hajlamos egyéneknél az allergénekkel való folyamatos érintkezés kiválthatja az IV. típusú túlérzékenységet.
A MELISA-teszt egy sejtkultúra, és élő memóriájú limfocitákat igényel. A limfocitákat vérmintából izolálják és öt napig inkubátorban tenyésztik. A vér egy részét érintetlenül tartják (nem érintkezik allergénekkel), hogy negatív kontrollként szolgáljon. Egy második adagot egy univerzális allergénnel, a Pokeweeddel érintkeztetnek, amely pozitív kontrollként szolgál. Végül a vért a feltételezett allergén(ek)nek több különböző koncentrációban teszik ki, hogy az in vitro körülmények a lehető legjobban hasonlítsanak az in vivo körülményekhez. Az egyes allergénekre adott limfocita-reakciót két különböző technológiával mérik: az egyik a radioaktív izotóp, a 3H-tiimidinnek az osztódó limfociták általi felvételén (proliferáció), a másik a sejtfestésen és mikroszkópos értékelésen alapul. A reaktivitás szintjét stimulációs indexként (SI) mérik a nem exponált minta naiv limfocitáihoz képest (negatív kontroll). Az életképességet és a reaktivitást a sejtek számával, valamint a pozitív kontrollal szembeni reakcióval határozzák meg.
A MELISA a limfocita-transzformációs teszt (LTT) optimalizált, standardizált változata, amelyet az 1960-as évek elején fejlesztettek ki a gyógyszerekkel, metabolitokkal és fémekkel szembeni allergiák azonosítására. A berilliumra vonatkozó LTT-t ma már a berilliózis diagnózisának arany standardjaként fogadják el.
A MELISA több szempontból is különbözik a standard LTT-től:
A MELISA morfológiai szűrést alkalmaz, amely további pontossági szintet biztosít. Ez biztosítja, hogy a nem hiperszenzitivitással kapcsolatos sejtek (pl. makrofágok) ne szerepeljenek a radioaktívan pozitív számítások között.
A MELISA részben kimerített monocitákat használ a limfocita/monocita egyensúly in vivo reprodukálása érdekében.
A MELISA nagyobb számú limfocitát használ, mint más LTT-k (1 x 106 sejt). Mivel a memóriasejtek viszonylag ritkák, ez a magasabb limfocitakoncentráció jobb érzékenységet biztosít.
Alkalmazások
Fogászat
A MELISA-t továbbfejlesztették a fogászatban használt fémekkel szembeni túlérzékenység hatásának felmérésére. A fogászati fémekkel szembeni túlérzékenység helyi szájüregi reakciókkal járhat, beleértve a szájüregi lichen planust, a szájnyálkahártya-gyulladást és a fekélyt.
A fémek által kiváltott limfocita-válaszok gyakoriságát három európai laboratóriumban, 3 162 fogászati betegnél vizsgálták a MELISA-teszt segítségével. A betegek a fogászati restaurációjuknak tulajdonított helyi és szisztémás tünetektől szenvedtek. A fogászati fémek eltávolításának hatását 111 olyan betegnél vizsgálták, akiknél fém túlérzékenység és krónikus fáradtság szindrómára (CFS) emlékeztető tünetek jelentkeztek. A fogorvossal való konzultációt követően a 111 betegből álló alcsoport, akiknél a fogászati fémekre való allergia mutatkozott, nem fémes anyagokra cserélték ki fogpótlásaikat. A nikkel volt a leggyakoribb szenzibilizáló, ezt követte a szervetlen higany, az arany, a fenil-higany, a kadmium és a palládium. Az egészséges alanyok limfocita-válaszaihoz képest a CFS-csoportban szignifikánsan megnövekedett válaszok voltak több fémre, különösen a szervetlen higanyra, a fenil-higanyra és az aranyra.
Fogászati fémek eltávolítását követően:
76%-uk hosszú távú egészségi állapotjavulásról számolt be
22% változatlan egészségi állapotról számolt be
2% a tünetek romlásáról számolt be
Ortopédia és sebészet
A fémekkel, különösen a nikkelnel szembeni IV. típusú túlérzékenység gyakori, azonban a fémimplantátumokkal kapcsolatos túlérzékenységgel összefüggő szövődményekről ritkábban számolnak be. A lehetséges túlérzékenységi szövődmények közé tartoznak a bőrkiütések, krónikus ízületi fájdalom, duzzanat, aszeptikus lazulás és ízületi elégtelenség. 
Számos szerző arra a következtetésre jutott, hogy az LTT-alapú vérvizsgálatok, mint például a MELISA, jobb választás lehetnek az implantátumokból eredő szisztémás allergiák kimutatására, míg a tapaszvizsgálat jobban alkalmas a bőrfelületi túlérzékenység kimutatására. Hozzáteszik, hogy az LTT-alapú vizsgálat jó választás lehet a bizonytalan túlérzékenység vagy ismeretlen okú ízületi elégtelenségben szenvedő betegek esetében is, mivel nagyobb az érzékenysége, mint a tapaszvizsgálatnak. 
Egyes sebészek és kutatók a műtét előtt LTT-tesztet javasolnak a fémallergia gyanújával/önmaga által jelzett fémallergiával rendelkező betegeknél.

## Fordítás
Ez a szócikk részben vagy egészben  a   MELISA című angol Wikipédia-szócikk ezen változatának fordításán alapul.  Az eredeti cikk szerkesztőit annak laptörténete sorolja fel. Ez a jelzés csupán a megfogalmazás eredetét és a szerzői jogokat jelzi, nem szolgál a cikkben szereplő információk forrásmegjelöléseként.